# Xinamu
Xinamu (pot aparèixer com a Shinamu) fou una ciutat a la qual el rei Salmanassar I esmenta que hi va fer una expedició. S'esmenta diverses vegades a la rodalia d'Amedi (Diyarbekir). K. Kessler la situa a Purank (Pornak) a 19 km al sud-est de Diyarbekir però s'ajusta més la moderna població de Fafih a 37° 22′ 00″ N, 41° 05′ 0″ E / 37.36667°N,41.08333°E al mig de la regió de Tur Abdin que és la Sinas de Procopi i la Sina Judaeorum de la Notitia Dignitatum. Segons això Shinamu o Shinabu (la síl·laba final és indicatiu de ciutat) no correspondria a la Sina o Sinamun de les tauletes de Mari que depenia de Tushum, i seria la que situa Kessler, però en canvi aquesta està millor ubicada per haver format part de l'estat de Bit Zamani. En tot cas es pot considerar amb molta probabilitat que Xinamu era una ciutat al sud del Tigris superior.